# Llègia
El Llègia (francès: Légia) és un petit riu que neix a Ans, un municipi de la província de Lieja i es desemboca al Mosa a Lieja.

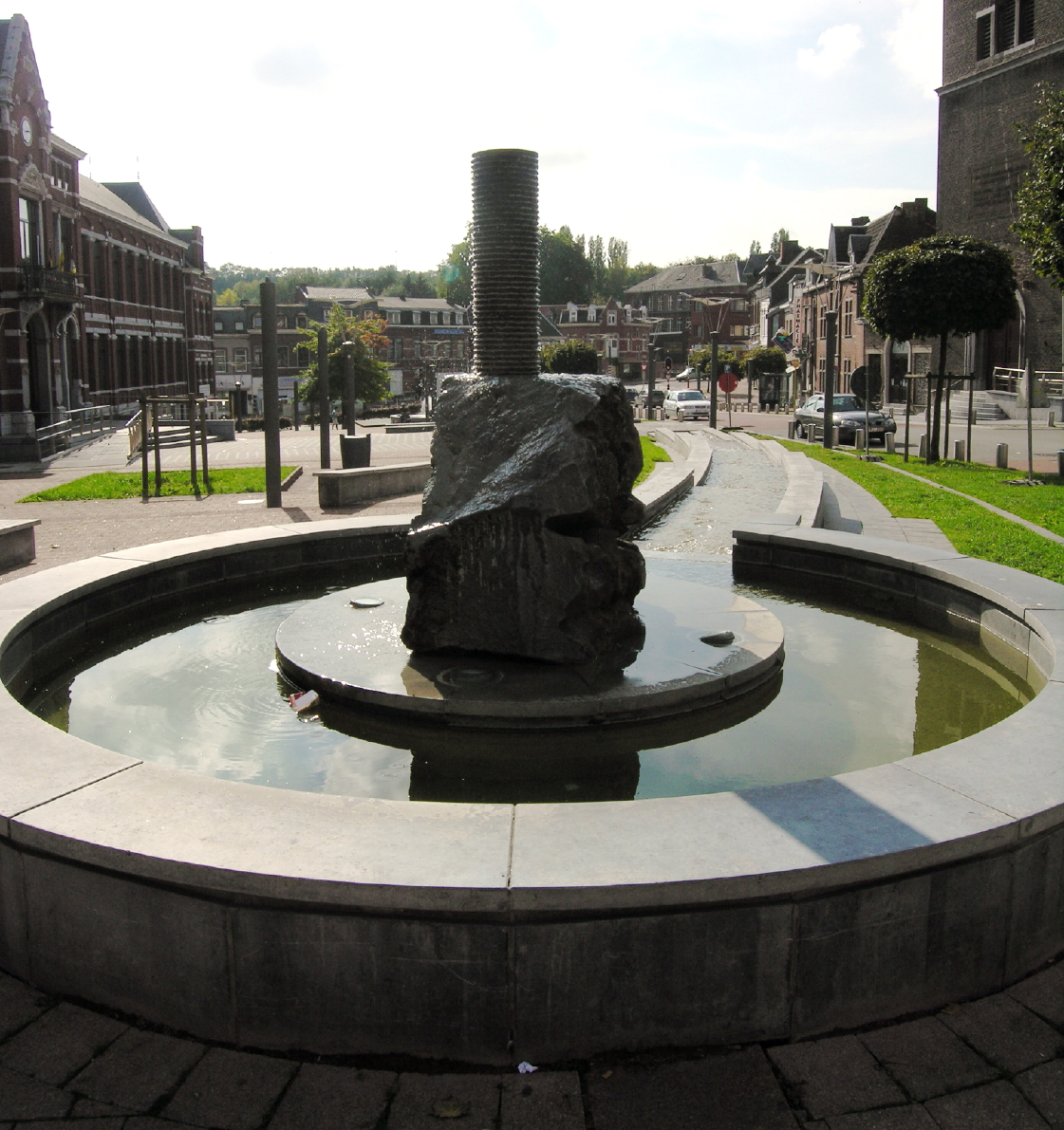
Surgència del Llègia a Ans

Excepte per a la seva font, gairebé tot el riu s'ha cobert. Una menuda part es va reobrir l'any 2006 a la plaça Nicolay a Ans.
Tot i desaparèixer gairebé completament avui, el riu va tenir un rol històric força important. El con de dejecció que va crear a l'aiguabarreig amb el Mosa, d'un nivell de 7 m superior al nivell del Mosa, va constituir el bressol de la futura ciutat de Lieja i de la plaça Sant Lambert: proveïa aigua potable i protecció. El lloc era força idoni s'ha aprovat l'ocupació humana permanent des de més de 50.000 anys. La història multi-mil·lenària del lloc s'explica en un museu soterrani a la Plaça Sant Lambert anomenat Archeoforum.
El riu es va desviar per a crear els fossats per a protegir el Palau dels Prínceps-Bisbes de Lieja. En perdre el seu rol defensiu, aquests desviaments es van omplir per a formar el carrer rue du Palais.
Per molt de temps es va pensar que el riu Llègia era l'origen etimològic del nom de la ciutat de Lieja, ans al contrari, és la ciutat que va donar el seu nom al riu.

## Afluent

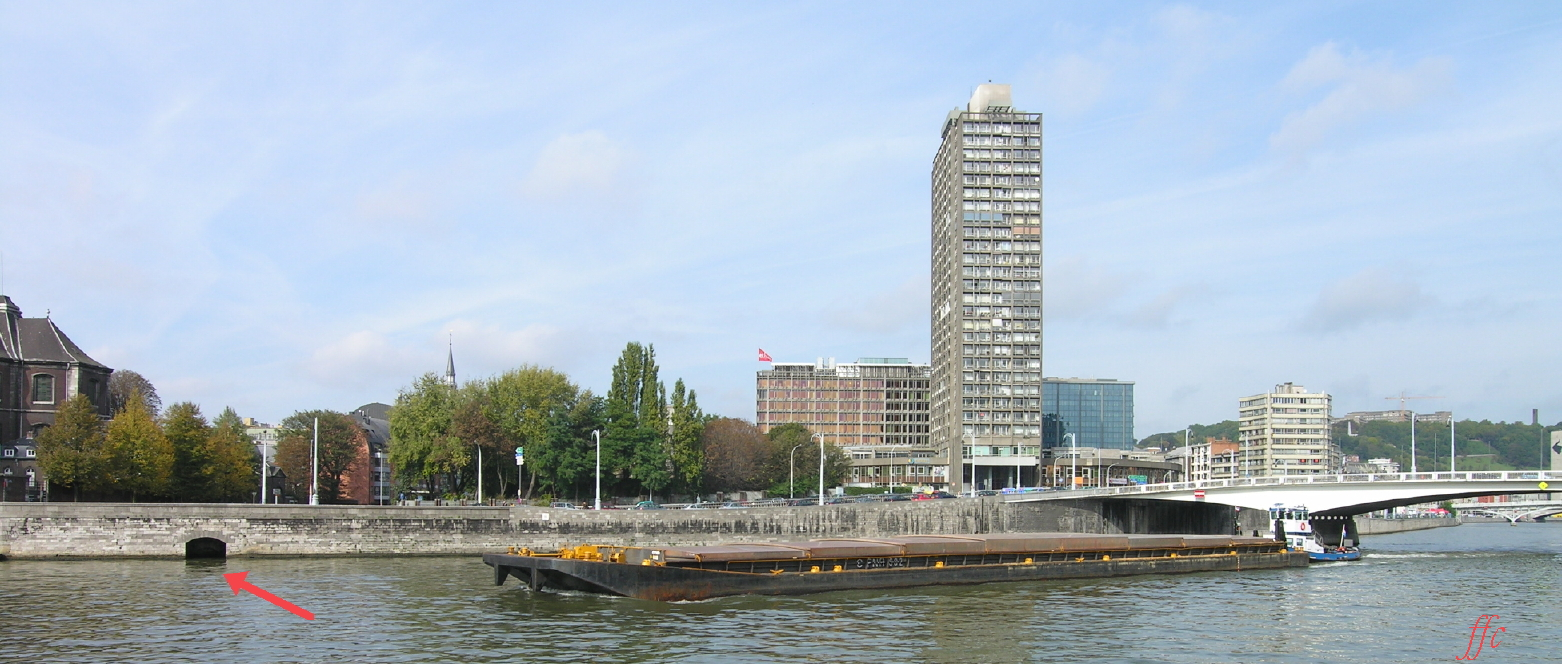
L'embocadura del Llègia (vegeu la sageta vermella) al Mosa

El Glain

## Enllaç
Archeoforum de Lieja
| \| \| Afluents del Mosa en orde davall->damunt \| |                                          |
| Dieze - Niers - Swalm - Roer - Geleenbeek- Geul - Jeker - Voer - Berwijn - Julienne - Llègia - Ourthe - Hoyoux - Mehaigne - Samson -Sambre - Bocq - Burnot - Molignée - Lesse - Viroin - Semois - Bar - Kuer (Chiers) |                                          |
| Vegeu també : • Mosa • França • Bèlgica • Països Baixos |                                          |
| | Afluents del Mosa en orde davall->damunt |